# Mischphase
Unter einer Mischphase versteht man in der Thermodynamik eine homogene Phase, welche aus zwei oder mehr Stoffen besteht. Die Atome und/oder Moleküle, aus denen die einzelnen Komponenten bestehen, sind dabei bis auf die Ebene einzelner Teilchen durchmischt. Dies bedeutet, dass Teilchen einer bestimmten Art in Mischphasen keine größeren Cluster ausbilden. Die Anteile der einzelnen Komponenten einer Mischphase können mit Hilfe des Stoffmengenanteils {\displaystyle x} als partielle Größen angegeben werden. Mischphasen können in allen Aggregatzuständen vorliegen. Gasförmige Mischphasen werden meist als Gasmischung, flüssige Mischphasen als Lösungen und feste Mischphasen als feste Lösungen oder Mischkristalle bezeichnet. Mischphasen sind von heterogenen Gemischen wie Dispersionen zu unterscheiden, die räumliche Bereiche unterschiedlicher stofflicher Zusammensetzung enthalten.

## Darstellung in Phasendiagrammen
Häufig existieren im Zustandsraum einer betrachteten Mischung neben Druck-Temperatur-Volumen-Zuständen, in denen die Mischung als homogene Mischphase vorliegt, Druck-Temperatur-Volumen-Zustände, die eine Mischungslücke konstituieren. Wird die Mischung von einem Zustand, in dem eine homogene Mischphase stabil ist, durch Änderung von zumindest einer der vorgenannten Zustandsgrößen in einen Zustand innerhalb einer Mischungslücke überführt, kommt es zu Entmischung. Diese führt zur Ausbildung koexistierender Phasen, die die Komponenten der Mischung in jeweils unterschiedlichen Anteilen enthalten und kann vor allem bei Mineralen auch einen metastabilen Zustand zur Folge haben. Zustände, in denen die Mischung als homogene Mischphase vorliegt, werden durch Binodalen von den Zuständen innerhalb der Mischungslücke getrennt.
Bei bestimmten Kombinationen des Druckes {\displaystyle p} und der Temperatur {\displaystyle T} ist das Volumen der Mischung durch die Zustandsgleichung des betrachteten Systems ebenso festgelegt. Daher lässt sich das Phasenverhalten von Mischungen in {\displaystyle p}-{\displaystyle T}-{\displaystyle x}-Phasendiagrammen darstellen. Bei binären Mischungen aus zwei Komponenten wird die Zusammensetzung der Mischung durch den Stoffmengenanteil einer der Komponenten vollständig beschrieben, so dass das Phasenverhalten der Mischung mittels eines dreidimensionalen  {\displaystyle p}-{\displaystyle T}-{\displaystyle x}-Phasendiagrammes dargestellt werden kann. Im Falle ternärer Mischungen wird die Zusammensetzung der Mischung durch die Stoffmengenanteile zweier Komponenten vollständig beschrieben, so dass ein vierdimensionaler Zustandsraum resultiert. Das Phasenverhalten ternärer Systeme bei bestimmten Druck-Volumen-Kombinationen wird häufig mit Hilfe von Dreiecksdiagrammen dargestellt.

## Referenzzustände in der Mischphasenthermodynamik
Das chemische Potential wird, ähnlich wie die thermodynamischen Bildungsgrößen und die potentielle Energie, auf einer Intervallskala abgebildet – also auf einer Skala, in der die Abstände zwischen Messwerten bestimmbar sind, aber kein natürlicher Nullpunkt existiert. Die Skalierung des chemischen Potentials {\displaystyle \mu _{i}(a_{i})} einer Komponente {\displaystyle i} eines Gemisches erfolgt für die Aktivität {\displaystyle a_{i}} der Komponente {\displaystyle i} als Variable. Als Bezugspunkt fungiert das chemische Potential {\displaystyle \mu _{i}^{\circ }} der Komponente {\displaystyle i} in einem mischphasenthermodynamischen Referenzzustand (°). Das chemische Referenzpotential {\displaystyle \mu _{i}^{\circ }} wird dabei so gewählt, dass es nur vom Druck {\displaystyle p} und der Temperatur {\displaystyle T}, nicht aber vom Stoffmengenanteil {\displaystyle x_{i}} oder der Aktivität {\displaystyle a_{i}} der Komponente {\displaystyle i} abhängt. Das chemische Potential {\displaystyle \mu _{i}(a_{i})} einer Komponente {\displaystyle i} in einer Mischung setzt sich folglich aus dem von der Aktivität {\displaystyle a_{i}} unabhängigen Anteil {\displaystyle \mu _{i}^{\circ }} und dem aktivitätsabhängigen Anteil {\displaystyle R\cdot T\cdot \ln a_{i}} zusammen:
{\displaystyle \mu _{i}=\mu _{i}^{\circ }+R\cdot T\cdot \ln a_{i}}
Dieser Zusammenhang liegt unter anderem der Herleitung des Massenwirkungsgesetzes zugrunde. Mischphasenthermodynamische Referenzzustände und damit {\displaystyle \mu _{i}^{\circ }} können für frei wählbare Drücke und Temperaturen definiert werden. Daher sind mischphasenthermodynamische Referenzzustände nicht identisch und nicht zu verwechseln mit Standardbedingungen, die sich durch festgelegte Standard-Werte für Druck und Temperatur auszeichnen und die zur Tabellierung physikalisch-chemischer Größen dienen. Die International Union of Pure and Applied Chemistry definiert {\displaystyle \mu _{i}^{\circ }} dabei separat für gasförmige Mischungen, Mischungen im kondensierten Zustand und Lösungen.

### Mischungen
Liegt {\displaystyle i} als Reinstoff vor ({\displaystyle a_{i}=x_{i}=1}), muss {\displaystyle \mu _{i}^{\circ }} gleich {\displaystyle \mu _{i}} werden. Dies lässt sich wie folgt formulieren:
{\displaystyle \lim _{x_{i}\rightarrow 1}\mu _{i}=\mu _{i}^{\circ }}
Sofern {\displaystyle i} als Reinstoff beim in der Mischphase herrschenden Druck und bei der in der Mischphase herrschenden Temperatur im selben Aggregatzustand wie die {\displaystyle i} enthaltende Mischphase vorliegt, ist {\displaystyle \mu _{i}^{\circ }} das chemische Potential des Reinstoffes {\displaystyle i}.

### Lösungen
Häufig liegt ein Stoff {\displaystyle i} bei gegebenem Druck und gegebener Temperatur als Reinstoff in einem anderen Aggregatzustand vor als in einer Mischphase. Dies ist häufig der Fall, wenn Stoff {\displaystyle i} in einem Lösungsmittel gelöst und damit Komponente einer Lösung ist. Dann kann {\displaystyle \mu _{i}^{\circ }} nicht mehr mit dem chemischen Potential des Reinstoffes gleichgesetzt werden. Stattdessen ist der Referenzzustand (°) dann dadurch gekennzeichnet, dass der Aktivitätskoeffizient {\displaystyle \gamma _{i}} von {\displaystyle i} gegen eins und der Stoffmengenanteil {\displaystyle x_{i}} von {\displaystyle i} gegen null läuft. Dieser Referenzzustand entspricht einer idealen, unendlich verdünnten Lösung von {\displaystyle i}, deren Verhalten für alle Stoffmengenanteile {\displaystyle x_{i}} dem Henry-Gesetz folgt. In diesem Szenario kann {\displaystyle \mu _{i}^{\circ }} als mit dem Henry-Gesetz extrapoliertes chemisches Potential des reinen Stoffes {\displaystyle i} in einem hypothetischen flüssigen Zustand interpretiert werden.

## Fundamentalgleichung für homogene Mischphasen
Die chemischen Potentiale {\displaystyle \mu _{i}} der Komponenten {\displaystyle i} sind zentrale Größen zur Beschreibung des Verhaltens von Mischphasen. Die Fundamentalgleichung der Thermodynamik gibt die Abhängigkeit der Inneren Energie {\displaystyle U} eines thermodynamischen Systems von dessen extensiven Zustandsgrößen an. Für homogene Mischphasen mit der Temperatur {\displaystyle T}, dem Druck {\displaystyle p} und dem Volumen {\displaystyle V}, welche {\displaystyle k} Komponenten {\displaystyle i} enthalten, nimmt die Fundamentalgleichung folgende Form an:
{\displaystyle \mathrm {d} U=T\cdot \mathrm {d} S-p\cdot \mathrm {d} V+\sum _{i=1}^{k}\mu _{i}\cdot \mathrm {d} n_{i}}
Dabei sind {\displaystyle \mathrm {d} S} eine infinitesimale Änderung der Entropie {\displaystyle S} der Mischphase und {\displaystyle n_{i}} die Stoffmenge der Komponente {\displaystyle i}.